# هوگو بوموس
هوگو بوموس (انگلیسی: Hugo Boumous؛ زادهٔ ۲۴ ژوئیهٔ ۱۹۹۵) بازیکن فوتبال اهل فرانسه است.